# Aeropuerto Internacional General José Antonio Anzoátegui

Aeropuerto Internacional de Barcelona Gral. J. A. Anzoátegui, (IATA: BLA, OACI: SVBC) Es el aeropuerto internacional de la ciudad de Barcelona, capital del  Estado Anzoátegui. situado en el Noreste del país, en posición suroeste del centro de la ciudad de Barcelona, a unos 4 km de distancia al centro urbano de la ciudad. Y a menos de 1 km del Mar Caribe, (Océano Atlántico). Es la sede central y hub principal de la aerolínea Avior Airlines
Este aeropuerto tiene la categoría Internacional. Posee una estructura de 4.964 metros cuadrados (actualmente en ampliación), dispone de cafeterías, restaurantes, Salón de espera,pantallas de información de Vuelos, galería de arte permanente, áreas sanitarias, sistema de seguridad e información, arrendadoras de vehículos y servicio de taxis. Asimismo, un área comercial. Este aeropuerto también era llamado "Grano de Oro del Oriente Venezolano" o "Aeropuerto de Los Mesones". Es administrado por Bolivariana de Aeropuertos (BAER), antiguamente por SAGEACA.
Fue inaugurado en junio de 1973 por el presidente Rafael Caldera junto a la Base Aérea Teniente Luis del Valle García en reemplazo del Antiguo Aeropuerto de Barcelona que se hallaba en las cercanías del sector de Playa Maurica y actualmente es parte de la Avenida La Costanera. El Aeropuerto Internacional José Antonio Anzoátegui fue reubicado al sur de la ciudad, pero el rápido crecimiento económico le hizo perder terreno para posible ampliación de las pistas e incluso, quedó dentro del casco urbano de la ciudad.

## Características técnicas
- Elevación, temperatura de referencia elevación,

9M (30FT) / 30,0 °C
- Tipos de tránsito permitido

```
(IFR/VFR)
```

- Aduanas e inmigración (24H)
- Oficina de informes MET (24H)
- Oficina de información ARO/AIS (24H)
- ATS (24H)
- Abastecimiento de combustible Fueling (24H)
- Servicios Handling (24H)
- Seguridad / Security (24H)
- Descongelamiento/ Deshielo N/A
- RMK N/A
- Espacio hangar para aeronaves visitantes /Coordinación Previa
- Instalaciones de reparación para aviones visitantes /OMA Barcelona, OMA King90, OMA Aviatech,OMA Aviador
- Ancho, superficie y resistencia de la calle de rodaje

-TWY TWY A Ancho: 14M Superficie/Superficie: NIL Resistencia/ Fuerza: NIL
-TWY TWY B Ancho: 19M
Superficie/Superficie: NIL Resistencia/ Fuerza: NIL
-TWY TWY C Ancho: 19M
Superficie/Superficie: NIL
Resistencia/ Fuerza: NIL
-TWY TWY D Ancho: 26M
Superficie/Superficie: ASPH
Resistencia/ Fuerza: NIL
-TWY TWY E Ancho: 31M
Superficie/Superficie: NIL
Resistencia/ Fuerza: NIL
-TWY TWY F Ancho: 30M
Superficie/Superficie: NIL
Resistencia/ Fuerza: NIL
-TWY TWY G Ancho: 19M
Superficie/Superficie: NIL
Resistencia/ Fuerza: NIL
-TWY TWY H Ancho: 29M
Superficie/Superficie: NIL
Resistencia/ Fuerza: NIL
-TWY TWY J Ancho: 36M
Superficie/Superficie: NIL
Resistencia/ Fuerza: NIL
-TWY TWY K Ancho: 30M
Superficie/Superficie: NIL
Resistencia/ Fuerza: NIL
- Plataforma internacional Área: 150 m x 300 m = 45 000 metros cuadrados Capacidad: - 2 Aeronaves de cuerpo ancho - 3 Aeronaves regulares - 3 Tomas de combustible Jet-A1
- Plataforma general Área: 180 m x 90 m - 12 Hangares de estructura metálica - Servicios Ejecutivos (FBO) - 22 posiciones abiertas
- Pista 15-33 Longitud: 3000 m lineales por 40 m de ancho. Franjas de Seguridad: 50 m. Operaciones Diurnas Y Nocturnas.
- Pista 02-20: - 2500 m lineales por 40 m de ancho. Utilizada para operaciones diurnas con aeronaves de hasta 5000 lbs.

## Aerolíneas y destinos
| Destinos por aerolínea                  | Destinos por aerolínea             |
| Aerolíneas                              | Ciudades                           |
| --------------------------------------- | ---------------------------------- |
| Avior Airlines 1 destino                | Nacional (1): Caracas              |
| Conviasa 1 destino                      | Nacional (1): Porlamar             |
| Laser Airlines 1 destino                | Nacional (1): Caracas              |
| Rutaca Airlines 2 destinos              | Nacionales (1): Caracas / Valencia |
| Total: 3 destinos, 1 país, 3 aerolíneas |                                    |

### Destinos nacionales
| Ciudades                                   | Nombre del aeropuerto                               | Aerolíneas                                        |
| ------------------------------------------ | --------------------------------------------------- | ------------------------------------------------- |
| Carabobo - Valencia                        | Aeropuerto Internacional Arturo Michelena           | Rutaca Airlines                                   |
| Distrito Capital - Caracas                 | Aeropuerto Internacional de Maiquetía Simón Bolívar | Avior Airlines / Laser Airlines / Rutaca Airlines |
| Nueva Esparta Porlamar                     | Aeropuerto Internacional del Caribe Santiago Mariño | Conviasa                                          |
| Total: 3 destinos, 3 estados, 3 aerolíneas |                                                     |                                                   |

Estas aerolíneas operan con las siguientes aeronaves:
- Avior Airlines:  Boeing 737-200 / Boeing 737-400
- Conviasa: ATR42 / Cessna 208
- Laser Airlines: McDonnell Douglas MD-82
- Sundance Airlines: Jetstream 31

## Nuevos Destinos
| Nuevos destinos | Nuevos destinos | Nuevos destinos | Nuevos destinos | Nuevos destinos | Nuevos destinos |
| Destino         | Aeropuerto      | Aerolíneas      | Aeronaves       | Fecha de inicio |                 |
| --------------- | --------------- | --------------- | --------------- | --------------- | --------------- |

### Vuelos Chárter y Estacionales
| Destino   | Aeropuerto                                          | Aerolínea                                              | Aeronaves           | Notación |
| --------- | --------------------------------------------------- | ------------------------------------------------------ | ------------------- | -------- |
| Venezuela |                                                     |                                                        |                     |          |
| Caracas   | Aeropuerto Internacional de Maiquetía Simón Bolívar | Estelar Latinoamérica                                  | B737-200            | Chárter  |
| Porlamar  | Aeropuerto Internacional del Caribe Santiago Mariño | Estelar Latinoamérica / Serami Air / Sundance Airlines | Jetstream 31 / C208 | Chárter  |
| Coche     | Aeropuerto Andres Miguel Salazar Marcano            | Sundance Airlines                                      | Jetstream 31        | Chárter  |
| Canaima   | Aeropuerto Parque Nacional Canaima                  | Sundance Airlines                                      | Jetstream 31        | Chárter  |

### Destinos Suspendidos
| Aerolíneas                   | Ciudades |
| ---------------------------- | --- |
| Albatros Airlines 3 destinos | Nacionales (3): Maracay / Porlamar / Valencia |
| Avior Airlines 12 destinos   | Nacionales (4): Ciudad Guayana / Porlamar / Valencia / Maracaibo Internacionales (7): Bogotá / Miami / Santo Domingo / Guayaquil / Manta / Manaus / Panamá |
| Rutaca Airlines 2 destinos   | Internacionales (2): Miami / Puerto España |

- Datos: Q2231506
- Multimedia: General José Antonio Anzoátegui International Airport / Q2231506